# Cán cân tài trợ chính thức
Cán cân tài trợ chính thức (official reserve account) ghi lại những giao dịch quốc tế do các tổ chức của nhà nước thực hiện để điều chỉnh những giao dịch khác được ghi trong cán cân thanh toán quốc tế.

## Thành phần
- Thay đổi dự trữ ngoại hối của quốc gia
- Tín dụng với IMF và các ngân hàng trung ương khác.
- Thay đổi dự trữ của các ngân hàng trung ương khác bằng đồng tiền của quốc gia lập cán cân thanh toán.

## Vai trò
Đóng vai trò quan trọng để làm công cụ giúp phân tích các giao dịch tự định (autonomous transactions) với các giao dịch hỗ trợ (accommodating transactions)